# Tieke de l'illa del Nord
El tieke de l'illa del Nord (Philesturnus rufusater) és una espècie d'ocell de la família dels cal·leids (Callaeidae).

## Hàbitat i distribució
Habita boscos de l'Illa del Nord, a Nova Zelanda.